# 尾崎熊野神社
尾崎熊野神社（おざきくまのじんじゃ）は、東京都杉並区成田西にある神社
。

## 由緒
当神社は別当寺であった宝昌寺境内から出土した板碑などによると、鎌倉時代末期に鎌倉から移住してきた武士が、紀州の熊野権現をこの地へ勧請したのに基づくと言われている。境内にそびえるクロマツの大木は、当神社の御神木で、樹齢約400年と言われ、杉並区指定天然記念物にも指定されている巨木である。
また境内は「尾崎熊野遺跡」という考古遺跡でもあり、縄文時代から古墳時代までの土器や石器が出土している。

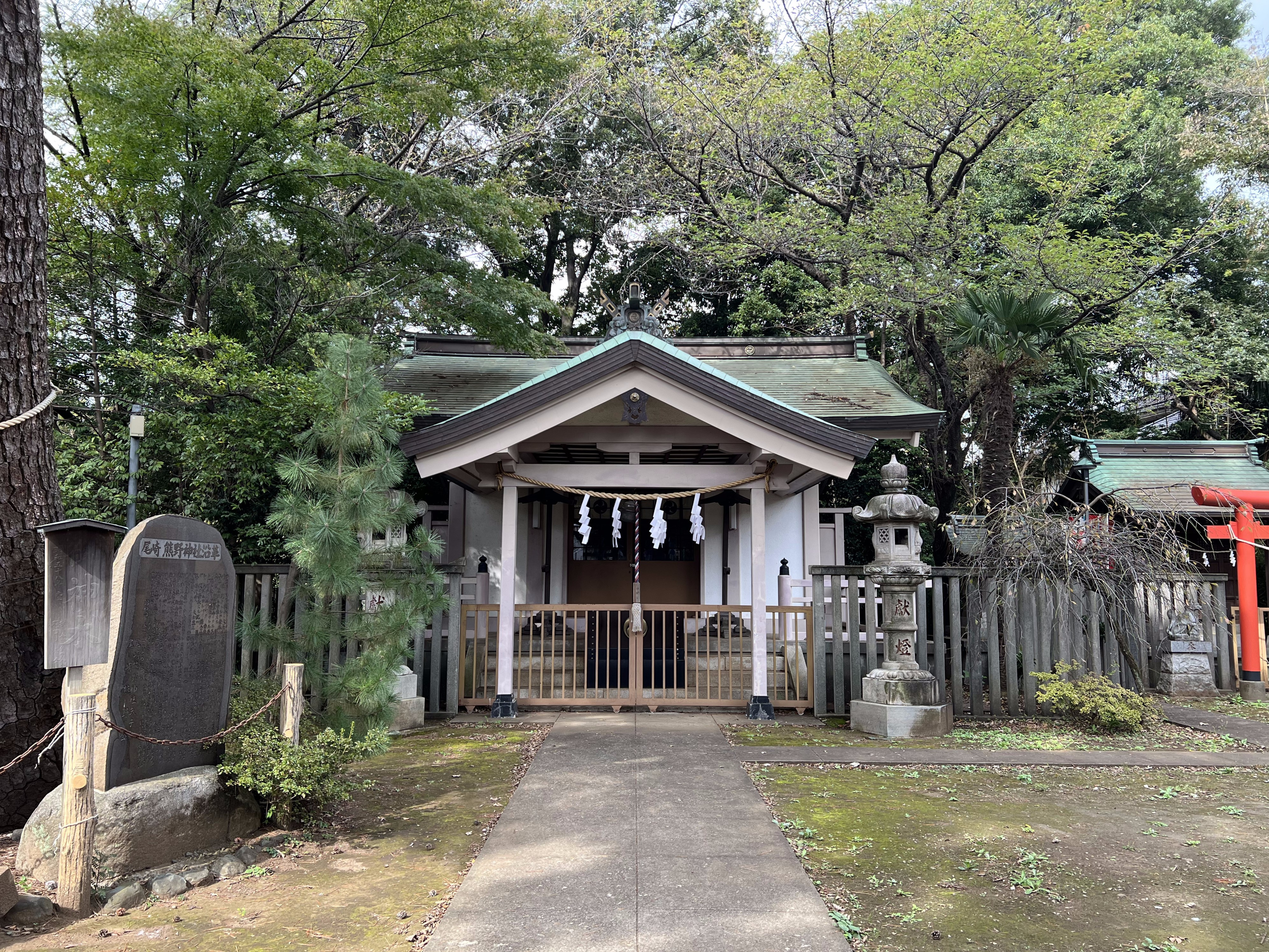
拝殿
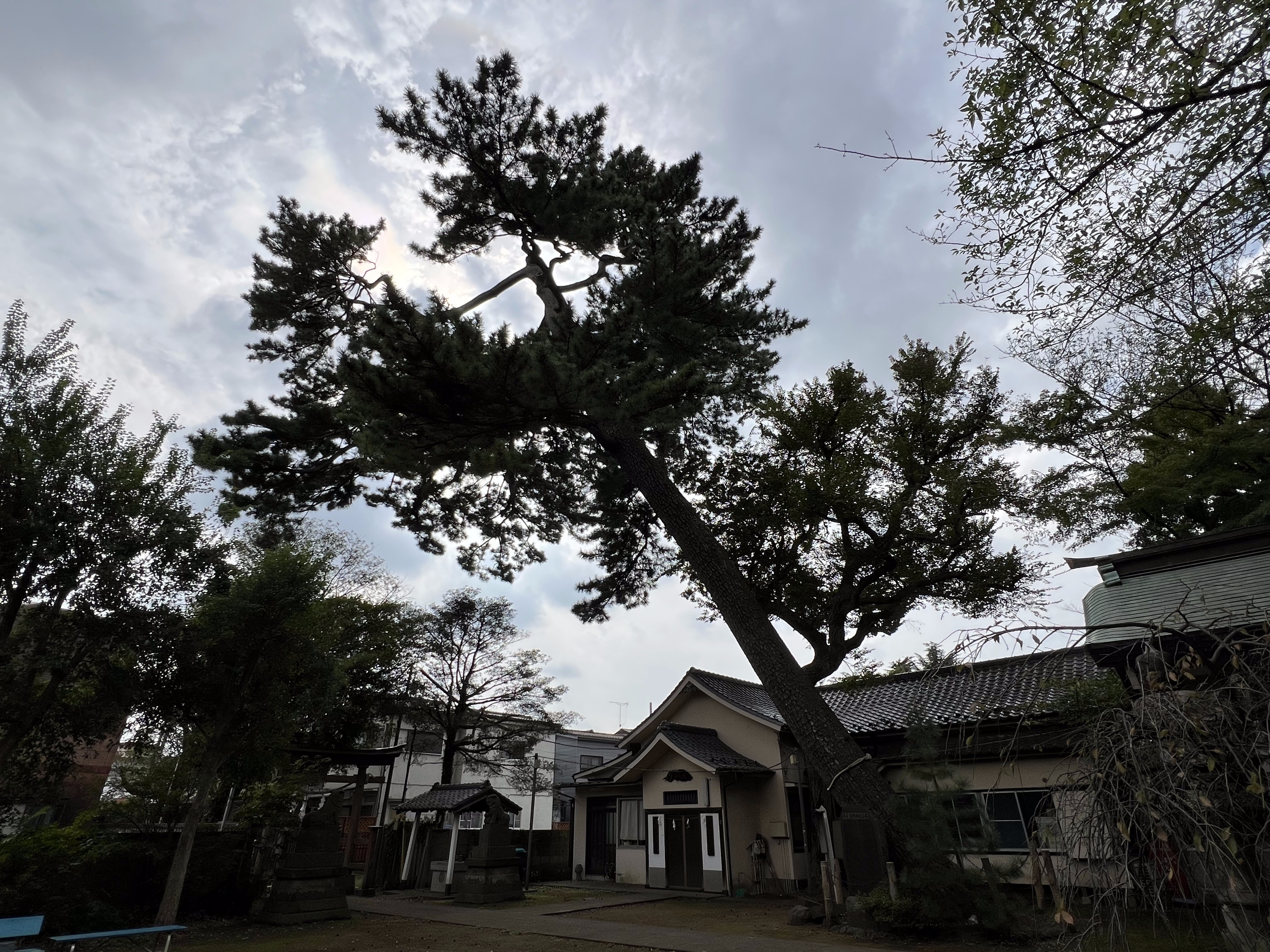
尾崎熊野神社のクロマツ

## 境内社
- 稲荷社
- 猿田彦社
- 御嶽社

## アクセス
- 東京メトロ丸ノ内線・南阿佐ケ谷駅より徒歩約13分
- 拝観は無料。